# 1790年代
| 千纪： | 2千纪                                                                                            |
| 世纪： | 17世纪 \| 18世纪 \| 19世纪                                                                       |
| 年代： | 1760年代 \| 1770年代 \| 1780年代 \| 1790年代 \| 1800年代 \| 1810年代 \| 1820年代                 |
| 年份： | 1790年 \| 1791年 \| 1792年 \| 1793年 \| 1794年 \| 1795年 \| 1796年 \| 1797年 \| 1798年 \| 1799年 |

1790年代是指1790年至1799年的十年。

## 大事记

### 1790年
- 1月8日——美國總統乔治·华盛顿在臨時首都紐約發表了首份国情咨文。
- 2月1日——美國最高法院在紐約市的皇家證券交易所第一次開庭[1]。

### 1795年
- 乾隆傳位於十五子永琰，自稱太上皇，但軍國大事及用人皆由乾隆躬親指教。